# Domenico Malipiero
Domenico Malipiero (Venecia, 1428 - ibid., 30 de octubre de 1513) fue un marino militar, político e historiador veneciano. 

## Biografía

### Militar y político
Hijo primogénito de Francesco Malipiero y de Polissena Garzoni, y sobrino-nieto del dux Pasquale Malipiero, quedó huérfano de padre a temprana edad.  
Dedicado inicialmente al comercio marítimo, pronto ingresó en la armada veneciana, con la que participó en las principales operaciones bélicas en las que estuvo involucrada la República de Venecia, para la que también desempeñó diversos cargos políticos: 
sirvió a las órdenes de Antonio Loredan en la liberación de la isla de Veglia ocupada por las fuerzas del rey Matías Corvino y combatió a los napolitanos en el Adriático durante la guerra de Ferrara.  Durante varios años ejerció como podestà de Capodistria, Rovigo y Polesine, y tras el comienzo de la Guerra italiana de 1494-1498 volvió a la armada para defender Génova y Pisa de los ataques de Francia y Florencia.  
A las órdenes de Antonio Grimani combatió a los otomanos en el Peloponeso en la guerra turco-veneciana, durante la cual fueron derrotados por el almirante Kemal Reis en la batalla de Zonchio.   
Fue senador de Venecia desde 1465, capitán general de la flota veneciana desde 1488, miembro del consejo de magistrados regentes de Terraferma en 1505, proveedor de la armada en Nauplia y en Treviso y del Consejo de los Diez desde 1510 hasta su fallecimiento en 1513.

### Historiador
Pero más que a su carrera política y militar, su fama histórica se debe a la compilación de los Annali veneti, que escritos en véneto a modo de anales cubren los años 1457 al 1500.  
Reorganizados en 1564 por Francesco Longo, que separó por campañas militares las noticias que Malipiero había recopilado cronológicamente, su estilo falto de elegancia, su franqueza y la severidad de sus opiniones, que no agradaban al gobierno de la república, motivaron que la obra permaneciera inédita hasta 1843, cuando Agostino Sagredo y Tommaso Gar la publicaron en el Archivio Storico Italiano.